# Mangouste à queue touffue
Bdeogale crassicauda
Espèce
Statut de conservation UICN

 LC  : Préoccupation mineure
La Mangouste à queue touffue (Bdeogale crassicauda) est une espèce de mammifère carnivore du genre Bdeogale et de la famille des herpestidés. Cette mangouste est présente Afrique centrale, du Sud du Kenya au centre du Mozambique.
C'est un mammifère de taille moyenne, mesurant 40 à 50 centimètres de long, pour un poids de 0,9 à 1,6 kilogramme.
Son régime alimentaire se compose de petits d'oiseaux et d'œufs.

## Répartition et habitat

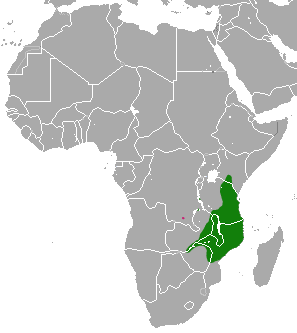
Carte de répartition de la Mangouste à queue touffue :
Zones d'origines
Zones d'origines incertaines
Zones où il est inexistant

## Taxinomie et systématique
Ce carnivore est composé de six sous-espèces :
- B. c. crassicauda Peters, 1852 : le centre du Mozambique, du Malawi et de la Zambie ;
- B. c. nigrescens Sale & Taylor, 1970 : au centre du Kenya (Nairobi) ;
- B. c. omnivora (Mangouste à queue touffue du Sokoke) Heller, 1913 : dans le Nord de la côte tanzanienne et kényane, classée « en danger » par la liste rouge de l'UICN (parfois nommée B. omnivora) ;
- B. c. puisa (Mangouste à queue touffue du Mozambique) Peters, 1852 : dans le Nord du Mozambique et le Sud de la Tanzanie ;
- B. c. tenuis (Mangouste à queue touffue de Zanzibar) Thomas & Wroughton, 1908 : présent dans le Zanzibar, classée en « préoccupation mineure » par la liste rouge de l'UICN.